# Rüdiger Neitzel
Rüdiger Neitzel (* 16. März 1963) ist ein ehemaliger deutscher Handballspieler. Er spielte im linken Rückraum.

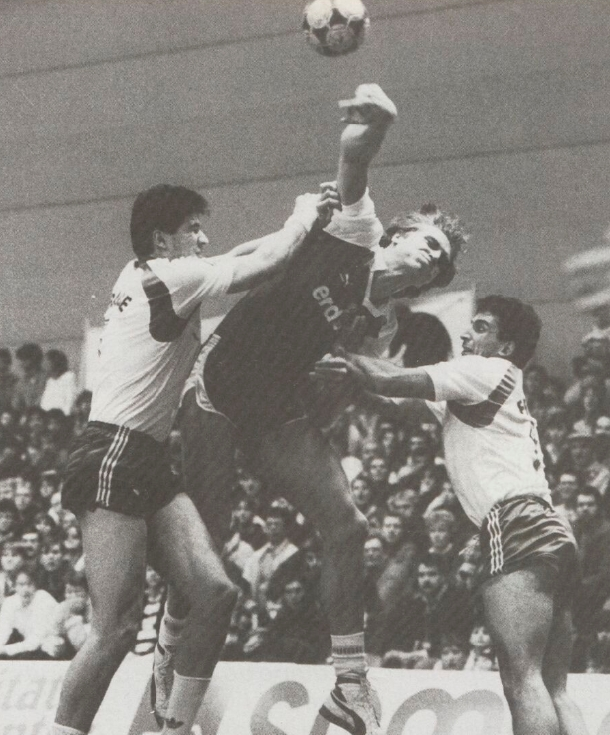
Rüdiger Neitzel beim Torwurf gegen Pascal Mahé und Thierry Perreux. (1987)

Mit der deutschen Nationalmannschaft gewann Neitzel bei den Olympischen Spielen 1984 in Los Angeles die Silbermedaille und wurde dafür – zusammen mit der Handballmannschaft – vom Bundespräsidenten mit dem Silbernen Lorbeerblatt ausgezeichnet. In 124 Länderspielen warf er 334 Tore, davon 21 per Siebenmeter. Bekannt war der 1,99 Meter große Neitzel für seine recht harte Gangart in der Abwehr und eine Vielzahl von Strafminuten. In den 124 Länderspielen kam er auf insgesamt 102 Strafminuten.
Aus beruflichen Gründen verließ er 1990 den Bundesligisten TSV Milbertshofen vorerst und schloss sich dem TSV 1846 Nürnberg (Regionalliga) an. 1991 wurde er mit Milbertshofen dann Europapokalsieger.
In der Handball-Bundesliga erzielte Neitzel insgesamt 1122 Tore (davon 266 Siebenmeter), die er in 265 Spielen erzielte.
Rüdiger Neitzel wuchs in Solingen auf, machte sein Abitur auf dem dortigen Gymnasium Schwertstraße. Anschließend Medizinstudium in Köln. Er ist heute Facharzt für Orthopädie und Sportmedizin, niedergelassen in München und hat eine Praxis im Flughafen München.

## Erfolge
- Silbermedaille bei den Olympischen Spielen 1984
- Deutscher Meister 1985 und 1988 mit dem VfL Gummersbach
- Deutscher Pokalsieger 1985 mit dem VfL Gummersbach
- Deutscher Pokalsieger 1990 mit dem TSV Milbertshofen
- Europacupsieger 1991 mit dem TSV Milbertshofen